# ان نگای
ان نگای (به لاتین: An Ngãi) یک منطقهٔ مسکونی در ویتنام است که در استان با ریا-وونگ تائو واقع شده‌است.